# Historia del transporte público del Gran Concepción

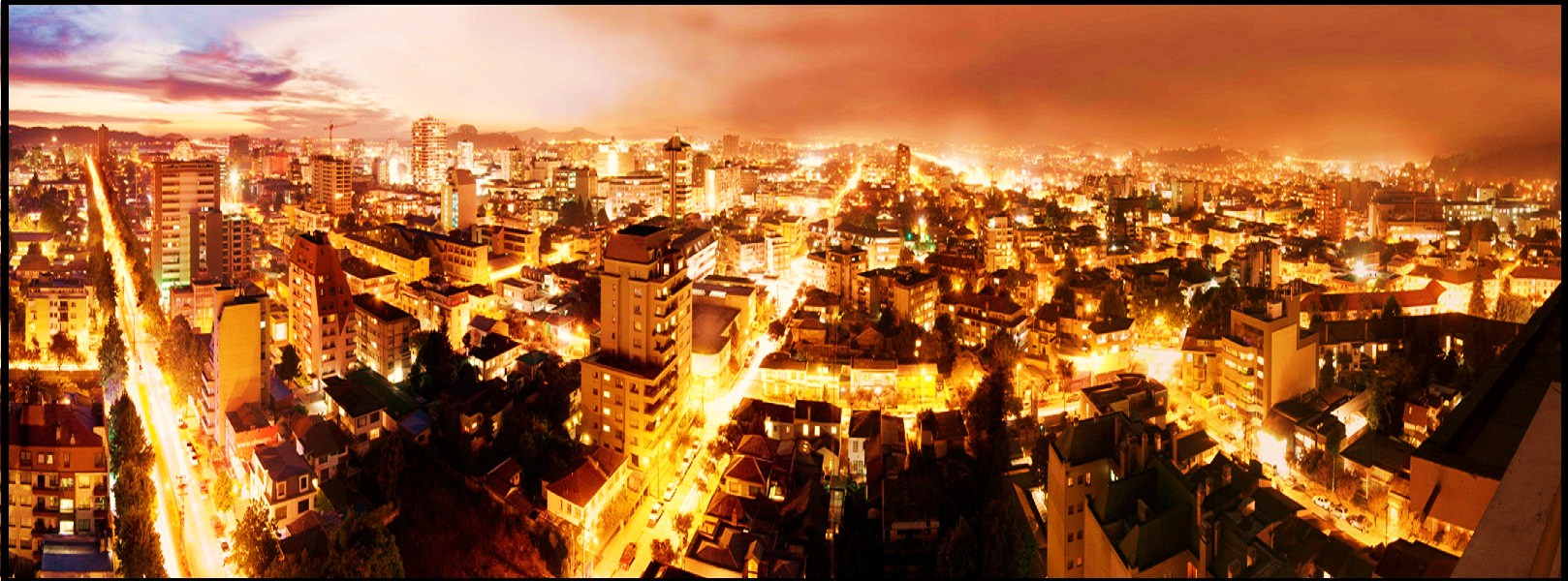
Panorámica de Concepción, núcleo urbano de la zona metropolitana del Gran Concepción.

La historia del transporte público en el Gran Concepción, zona metropolitana chilena perteneciente a la Provincia de Concepción, Región del Biobío, se comenzó a desarrollar a fines del siglo XIX en la ciudad de Concepción con la introducción de los tranvías, a medida que la ciudad se iba modernizando e iba cambiando su fachada colonial. Por entonces la planificación urbana era muy distinta a la actual, no existían las comunas como se conocen ahora, y la zona metropolitana conocida como Gran Concepción no estaba constituida, al estar los sectores que actualmente la conforman aislados y distantes entre sí.
A mediados del siglo XX se afianzaron las góndolas, hasta que debido a la crisis nacional del transporte de 1957, la Empresa de Transportes Colectivos del Estado debió intervenir, proporcionando autobuses más modernos y numerosos, que ampliaron la conectividad de Concepción y sus ciudades aledañas. Con el inicio de la dictadura militar, en 1973, el transporte estatal perdió rápidamente su preponderancia, creándose numerosas líneas de buses de empresas particulares. La falta de regulación derivó en una saturación del transporte público, que acabó a comienzos del siglo XXI con la licitación de los autobuses del Gran Concepción. Posteriormente, aprovechándose el sistema de ferrocarriles de la zona metropolitana, históricamente utilizada de forma exclusiva para el uso de ferrocarriles de carga, se creó el Biotrén, como parte de un proyecto más ambicioso denominado Biovías, que se plantea como un plan y sistema integrado de transporte, que interrelaciona ferrocarriles, autobuses y bicicletas para el transporte público.
Entre la década de 2010 y comienzos de la de 2020, la expansión urbana especialmente hacia el sur de San Pedro de la Paz (a lo largo de la Ruta 160), y los avances tecnológicos que desde Santiago se producían a través del sistema Red Metropolitana de Movilidad, comenzaron a demandar cambios en el transporte público penquista. Ante ello, el 2015 se creó un Directorio de Transporte Público Metropolitano de Concepción, el cual sesionaría por solo un año. El 2016 se inaugura la extensión de la línea 2 del Biotren llegando hasta la comuna de Coronel. El 2017 comenzó la tramitación de los perímetros de exclusión de Tomé y del Gran Concepción, este último enfocado en reemplazar la regulación existente desde el 2002. En 2019 se anuncia la creación de dos recorridos de autobuses bajo el nombre de Red Concepción de Movilidad, y con ello se anuncia la llegada de buses eléctricos de alto estándar al Gran Concepción, recorridos que originalmente se anunciaron para implementar durante el 2020; pero con la pandemia del Covid-19 su licitación se pospuso hasta 2023, anunciándose entonces que su implementación será finalmente durante el 2024.
Producto de la pandemia del Covid-19 entre 2020 y 2022 se evidenció una disminución considerable de máquinas circulantes, lo que sumado al explosivo aumento del parque automotriz, se comenzó a hablar de una crisis vial en el Gran Concepción. Ante ello se constituyó un comité interministerial, con participación del Gobierno Regional del Biobío, EFE Sur, y los municipios del área metropolitana, bajo el nombre del Plan Más Movilidad; enfocado en coordinar acciones para el mejoramiento de la infraestructura vial y del transporte público del Gran Concepción, intentando realizar un trabajo semejante al hecho con el antiguo plan Biovías. En marzo de 2022 comienza a regir la regulación del Perímetro de Exclusión de la locomoción colectiva que conecta Concepción con Tomé, poniendo fin a la escasa regulación existente entonces. El mismo año entra en funcionamiento la aplicación para teléfonos móviles "RED Regional", el cual permite al pasajero saber la ubicación de la locomoción colectiva, primeramente de Tomé, y luego se integró la del Gran Concepción. El 1 de enero de 2024 entra en vigencia la regulación de Perímetro de Exclusión del Gran Concepción, comenzando a traspasarse desde entonces y hasta marzo de 2024, todas las empresas operadoras de la licitación de 2002 a esta nueva regulación.

## La época de los tranvías

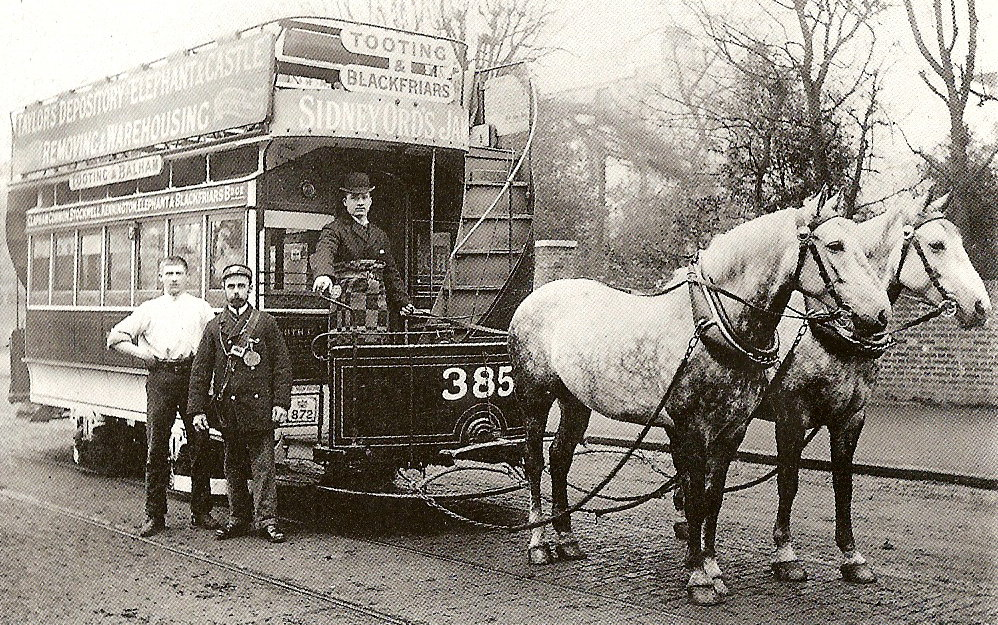
Los tranvías de tracción animal se introdujeron imitando la idea iniciada en el Reino Unido (en la imagen). Un personaje típico a bordo de los tranvías era la «boletera», encargada de cobrar los boletos.

En 1886 se inauguró la primera línea de tranvías en Concepción; carros de dos pisos tirados por caballos, comprados a la empresa neoyorkina John Stephenson Company. Debido a su tracción animal, a estos carros se les solía denominar «carros de sangre». En su primera etapa, estos tranvías transitaron por las calles Barros Arana —por entonces llamada calle Comercio, siendo una de las principales arterias viales de la ciudad— y Maipú, hasta Lautaro. Poco después se ampliaron las vías añadiendo dos recorridos: uno hacia el costoso sector de Agua de las Niñas, actualmente denominado Pedro de Valdivia, al cual se accedía bordeando el río Biobío, y otro hacia Collao, hasta la Escuela Agrícola, donde actualmente se emplaza la Universidad del Bío-Bío.
Por entonces existía una única vía con algunas bahías, que permitían a un carro detenerse mientras pasaba el siguiente en sentido contrario. La estación de ferrocarriles desde la cual salían estaba situada al inicio de la calle Comercio, en la intersección con La Puntilla, actualmente llamada Avenida Arturo Prat, siendo este un importante punto de reunión y comercio penquista.
Los carros de sangre tenían el inconveniente de generar malos olores debido a los desperdicios de los animales. Además, por aquellos años también transitaban por la ciudad coches de pasajeros —eliminados en la década de 1950— y carretones, que también tenían tracción animal. La llegada del siglo XX motivó a las autoridades a modernizar el sistema de transporte, para acabar con estos problemas. Las primeras gestiones para electrificar el tranvía se realizaron en 1900. El proceso de modernización quedó en manos de la empresa estadounidense W. R. Grace and Company, que adquirió la franquicia General Electric en 1902. Su gerente chileno, Federico Wightman, fundó en 1905 la Compañía Eléctrica de Concepción, y el 20 de abril de 1906 aseguró mediante una franquicia la instalación de un nuevo servicio de tranvías entre Concepción y Talcahuano. En diciembre del mismo año, la Compañía Eléctrica de Concepción encargó siete carros eléctricos de ocho ruedas a la misma empresa estadounidense John Stephenson Company, y el 2 de abril de 1907, otros doce carros de cuatro ruedas a la empresa J. G. Brill and Company en Filadelfia. Estos carros se clasificaron en dos tipos, distinguidos por su valor: los de primera clase, que poseían frenos de aire y asientos de mimbre con resortes, y los de segunda clase, construidos de madera, algo más toscos e incómodos que los primeros. Los nuevos carros también mantuvieron los dos pisos que tenían los antiguos carros de sangre, siendo el piso inferior mucho más costoso que el superior.

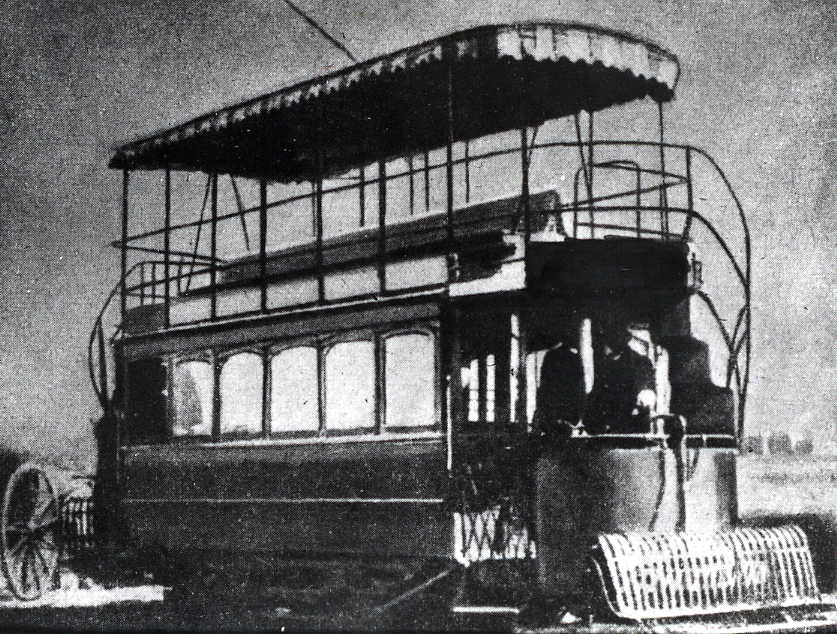
Un carro de tranvía electrificado con recorrido Concepción-Talcahuano.

Así, el sistema de tranvías se electrificó en 1908 con diecinueve carros y ampliándose hasta el puerto de Talcahuano, saliendo de Concepción cada una hora desde la calle Caupolicán, a la altura de la Catedral de Concepción, doblando luego por la calle Rengo para continuar por ella hasta la calle Ejército, desde la cual proseguía su recorrido hacia el recién bautizado Camino de los Carros —llamado así por el paso del tranvía— para continuar bordeando la Laguna Redonda, hasta desembocar en el Puente Perales, que finalmente conectaba con Talcahuano. El trayecto inverso era idéntico, salvo porque en Rengo se bifurcaba hacia la calle Libertador Bernardo O'Higgins, doblando en la calle siguiente, Caupolicán, para acabar en la Plaza de la Independencia, frente a la Catedral. En total se inauguraron 15 kilómetros de vía entre Concepción y Talcahuano.
Junto a este proceso de modernización, en el tramo de la calle Comercio se construyó una segunda vía paralela, de modo que los carros no se obstruyeran entre sí. La vía de Maipú se mantuvo con su sistema de bahías.
Entre 1910 y 1914 se pidieron a J. G. Brill and Company otros 21 carros.
En 1938 se propusieron las primeras ideas para una nueva etapa de renovación del transporte público, que involucraba la introducción de un nuevo medio de transporte más eficiente que los tranvías. El 13 de noviembre de ese año, luego de un exitoso paseo de prueba de un micrubús Krupp por el Cerro Caracol hasta el Mirador Alemán, se comenzaron las negociaciones para la implantación de góndolas para el recorrido Concepción-Talcahuano.

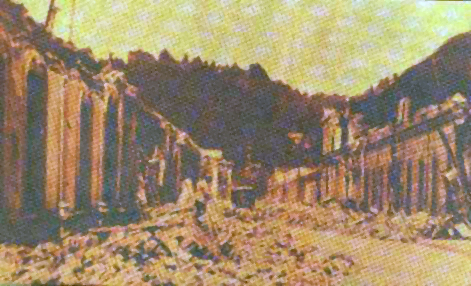
Los tranvías eléctricos todavía pasaban por la Calle Diego Barros Arana cuando ocurrió el Terremoto de 1939 (en la imagen).

El 24 de enero de 1939, un fuerte terremoto dañó gravemente a la ciudad. Varios edificios fueron destruidos, se cayó el tendido eléctrico y se obstaculizaron las vías principales por los numerosos derrumbes. Luego de unos meses se reactivó el servicio de los tranvías, al tiempo que comenzaron a aflorar las primeras góndolas, que permitían una conducción más flexible por la ciudad.
El 21 de noviembre de 1941, tras más de medio siglo de tranvías en funcionamiento en la ciudad, la compañía que los operaba cesó sus funciones abruptamente, debido a problemas financieros y huelgas de sus funcionarios. El único medio de transporte urbano alternativo por entonces era el insuficiente servicio de góndolas —sumado a un escaso servicio de taxis— con escasos vehículos que no daban abasto a la creciente demanda.
Durante los años sucesivos, los carros del tranvía se trasladaron a Santiago y los rieles se abandonaron completamente, siendo varios de sus tramos retirados y desechados como escombros durante la construcción de nuevas edificaciones, tales como la Torre Mall Center, construida entre 2012 y 2013, que acabó con buena parte de los rieles de la antigua calle Comercio. Actualmente todavía se pueden ver los restos de algunos tramos de la línea por la calle Rengo, entre Barros Arana y O'Higgins, así como en Rengo llegando a la calle Heras. Asimismo, existe una campaña en la capital para la recuperación de los carros que quedan desperdigados por el país.

## El período de las góndolas
Diversos empresarios comenzaron entonces a invertir en la compra y administración de nuevas góndolas, las cuales eran en un comienzo autobuses de madera con un forraje de latón, que se montaban sobre un chasis de camión. Paulatinamente, las vías ocupadas anteriormente por los tranvías eléctricos comenzaron a ser transitados por las góndolas, que fueron cambiando el espacio urbano de la ciudad.
Entre las primeras líneas que se fundaron por aquella época y que continúan funcionando hasta la actualidad, se encontraban la Pedro de Valdivia-Universidad (antigua Línea 72), la Lorenzo Arenas-Chillancito (actual Buses Cóndor, Línea 65), y la Estación-Tucapel (actuales Buses Tucapel, Línea 60).
A comienzos de la década de 1950, Concepción contaba con aproximadamente 120 000 habitantes, y las entidades privadas sólo podían ofrecer entre todas unas setenta góndolas, de largas proporciones y alta capacidad, pero que se desplazaban a baja velocidad, y pasaban con muy baja frecuencia. Esta clara deficiencia en el servicio de transporte penquista se esperaba que fuese mitigada mediante ayuda gubernamental, proveída por la Empresa de Transportes Colectivos del Estado (ETC del E). Sin embargo, la burocracia de la capital encargada de coordinar esta ayuda demoraba la resolución.

### La crisis nacional del transporte

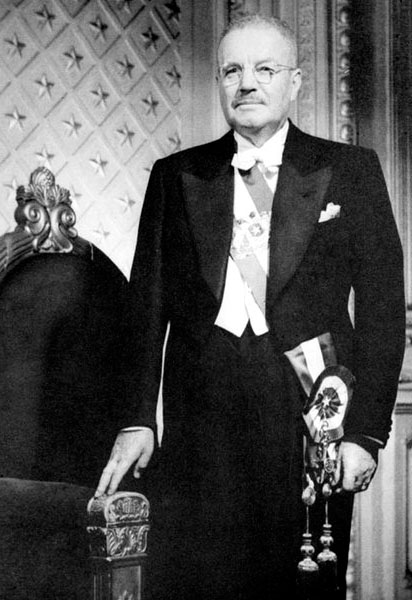
El presidente Carlos Ibáñez del Campo durante su segundo período presidencial (1952-1958).

En marzo de 1957, atendiendo a las solicitudes de algunos gremios transportistas, el gobierno del presidente Carlos Ibáñez del Campo decretó un fuerte alza en las tarifas de los pasajes a nivel nacional. En Concepción el pasaje aumentó de los $7 hasta los $15. Esto provocó un fuerte descontento social, produciéndose masivas protestas tanto en Concepción como en Valparaíso, efectuadas indistintamente por militantes del Partido Conservador, sindicalistas y federaciones estudiantiles, entre otras personas. Las protestas llegaron luego a Santiago, lo que derivó en la llamada Batalla de Santiago, y como medida paliativa para disminuir los episodios de violencia el gobierno optó a principios de abril por declarar un estado de sitio nacional.
Durante las protestas se apedrearon y volcaron varias góndolas, se quemaron paraderos y garitas. En Concepción, sin embargo, el peor hecho de violencia fue el atropello de varios huelguistas que buscaban cerrarle el paso a una góndola en la esquina conformada por las calles Freire y Rengo. Uno de los manifestantes que logró evitar ser atropellado fue Miguel Enríquez, quien una década después se convertiría en el Secretario General del MIR. En Santiago, por su parte, las fuerzas policiales acribillaron al menos a diecinueve personas, e hirieron a centenares de manifestantes.
Días después de estos hechos se anunció una comisión estatal que se encargaría de estudiar el alza de las tarifas. Semanas más tarde, la ETC del E se instaló finalmente en Concepción, implantando progresivamente buses nuevos y modernos, uniformes para los choferes de la locomoción colectiva, y disposiciones para favorecer el trato amable entre estos últimos y los pasajeros, así como para evitar la discriminación hacia los estudiantes.

## Los autobuses de la ETC del E y los taxibuses gremiales
Durante los años 60, las góndolas se fueron reemplazando por autobuses más modernos y numerosos, y la ETC del E creó nuevos recorridos urbanos y rurales hacia Penco, Talcahuano, Chiguayante, Lota y el Puente 7 camino a Bulnes. De este modo, el transporte colectivo estatal se extendió incluso más allá de lo que se conoce actualmente como Gran Concepción. Los empresarios privados, a su vez, se agruparon en Asociaciones Gremiales dando origen a nuevas líneas todavía existentes, tales como Concepción-Chiguayante (Buses Palomares, Línea 18) o Concepción-Talcahuano (Las Bahías, Línea 70).
En 1961, además, los privados modernizaron los antiguos autobuses de la década anterior por los taxibuses. El primer modelo de esta nueva etapa de maquinarias fue el Mercedes-Benz 0-319, que tenía una capacidad de 17 asientos, y que por su alta velocidad y ligereza, muy superiores a las entonces existentes, fue apodado como «liebre».
No obstante lo anterior, la Junta Reguladora del Tránsito, encargada de definir los recorridos, frecuencias y tarifas, además de autorizar la circulación de las nuevas máquinas, podía tardar hasta dos años en aprobar la solicitud de un nuevo taxibus, por lo que pese a todo igualmente existieron ciertos problemas para corresponder a la alta demanda de pasajeros, y la calidad de los taxibuses no fue óptima.

## La irrupción del libremercado durante la dictadura militar

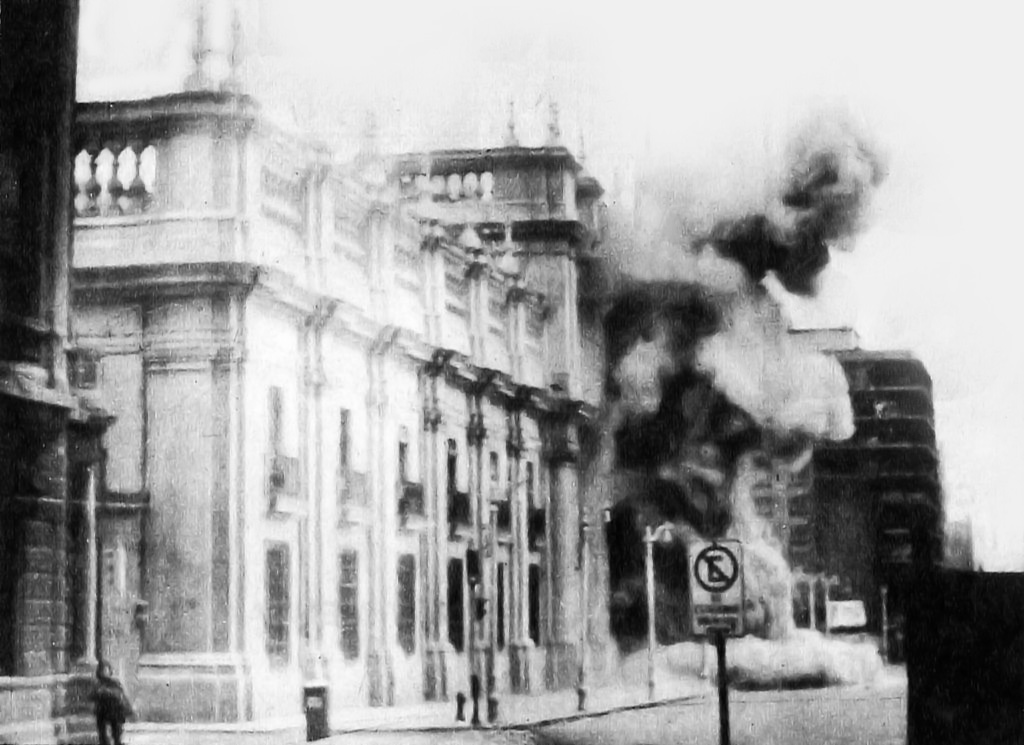
Luego del Golpe de Estado de 1973, la dictadura militar cerró la ETC del E e impulsó el desarrollo de los privados, eliminando la administración estatal del transporte público.

A comienzos de los años 1970, mientras los transportistas privados continuaban creciendo, la ETC del E aún continuaba participando fuertemente del mercado transportista de la zona, pese a comenzar a presentar problemas financieros y evidenciar deficiencias administrativas, influenciadas en parte debido a un excesivo número de funcionarios, que derivó en malas decisiones de compra de maquinarias europeas. Un caso paradigmático de esto último fueron los autobuses Pegaso, traídos desde España, que solían llegar con serios desperfectos de fábrica.
Los comienzos de esta década estuvieron también marcados por varios paros de transporte originados como protestas en contra del gobierno del presidente Salvador Allende. Este conflicto con la Unidad Popular y las fuerzas armadas acabó finalmente con el Golpe de Estado del 11 de septiembre de 1973, que dio comienzo al período de la dictadura militar.
El nuevo régimen de Augusto Pinochet redujo al mínimo las trabas legales y comerciales impuestas originalmente por la Junta Reguladora del Tránsito, viéndose paulatinamente beneficiadas de ello las empresas privadas del rubro. En 1979 se disolvió la Empresa de Transportes Colectivos del Estado, la cual, antes de su cierre, capacitó y asesoró a un grupo de trabajadores, que luego formaron la empresa autobuses Sotrabil, que destacó por aquellos años por su calidad de servicio. El cierre de la ETC del E, que transportaba a la mayoría de los estudiantes de la ciudad y los alrededores, implicó también un drástico incremento de los estudiantes en el transporte privado, aumentando los conflictos entre estos y con los choferes.

### La saturación del transporte público
Durante la década de 1980, el Estado abandona por completo su función administradora del transporte público. Se dejaron a libre albedrío de las empresas privadas los recorridos de su flota, su cantidad de máquinas y tarifas. Además se facilitó la creación de nuevas empresas transportistas, de modo tal que muchas se subdividieron en varias otras, como fue el caso de la línea Mi Expreso, de la cual surgieron Expresos Calac, Expresos San Sebastián, Su Expreso Amigo, Ruta Santa Sabina, Ruta Sur y Bío Mar.
De un déficit en la oferta de transporte público, se pasó a fines de los años 1980 a tener un marcado superávit, generándose competencias entre las empresas de distintas líneas con semejantes recorridos, así como guerras de precios y competencias entre los choferes —cuyo sueldo funcionaba por comisión— por llevar más pasajeros.
La competitividad empresarial también derivó en una amplia variabilidad en la estética de los taxibuses, cambiando notoriamente sus colores, logotipos y tipografías, en una búsqueda de una diferenciación con las líneas de la competencia. También a partir de esta época, debido a las numerosas líneas que realizaban los mismos trayectos, ya no se pueden continuar llamando a las líneas de acuerdo con la antigua nomenclatura del tipo «origen-destino», surgiendo nuevos tales como Vía Láctea, San Remo, Ruta Las Playas, Gaviota Blanca, entre muchas otras. Todo esto fue desarrollando un rico lenguaje a nivel de diseño gráfico en el transporte público, que influyó a su vez el espacio urbano de Concepción y sus comunas aledañas.
A comienzos de 1990, el número de taxibuses continuaba creciendo desmesuradamente, y el tiempo de vida de las máquinas antiguas se prolongaba más de lo debido frente a la poca regularización de su estado y su escaso mantenimiento. Esto generó severos problemas de congestión vehicular, así como un incremento en la contaminación ambiental y acústica en las ciudades más grandes del país, Concepción, Valparaíso y Santiago. Asimismo, aumentaron los robos con violencia dentro de los taxibuses, resultando incluso ocasionalmente algunos choferes asesinados.
Por estas razones, más el descontento de los privados frente a la excesiva competencia y constantes guerras de precios que dificultaban la estabilidad laboral, ese año se pone fin a la libertad de recorridos, comenzando un período de estabilización en el cual fueron sobreviviendo las líneas más rentables. Si bien los problemas de saturación se mantuvieron, tampoco empeoraron, y la única línea realmente nueva de autobuses que apareció durante aquellos años fue Expresos Plaza del Mall, creada para facilitar el acceso de los pasajeros al Mall Plaza del Trébol, ubicado en Talcahuano.
Durante toda la década de 1990 se planteó la necesidad de establecer un sistema licitado del transporte público, así como de incorporar nuevas tecnologías de pago electrónico dentro de las máquinas, en las cuales hasta el día de hoy hay que pagar en efectivo tratando directamente con el conductor. No obstante, para resolver lo primero habría que esperar todavía hasta el nuevo milenio.

## Primera licitación del transporte público y fortalecimiento del Biotrén

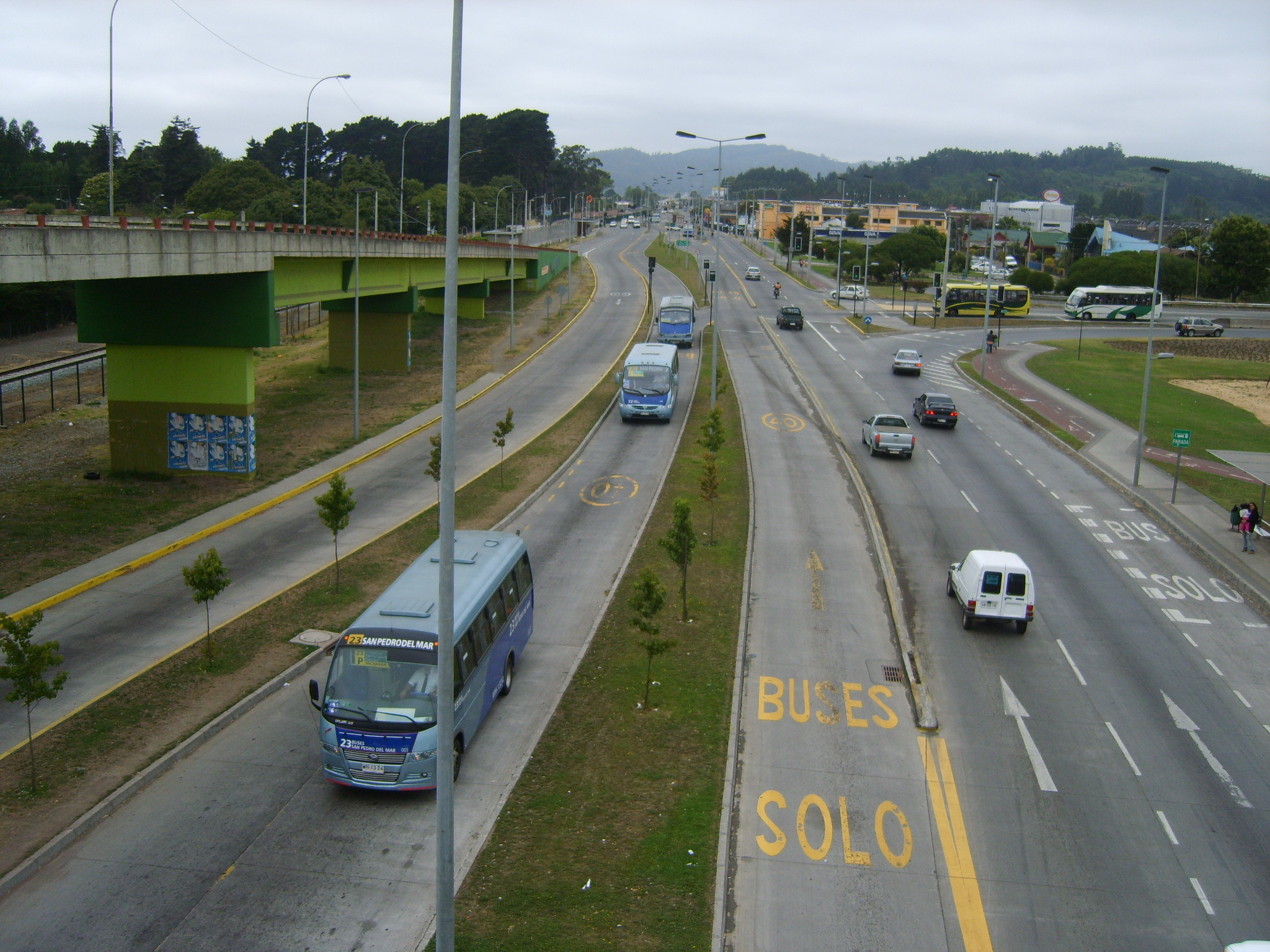
Avenida con pistas exclusivas para autobuses en la comuna de San Pedro de la Paz.

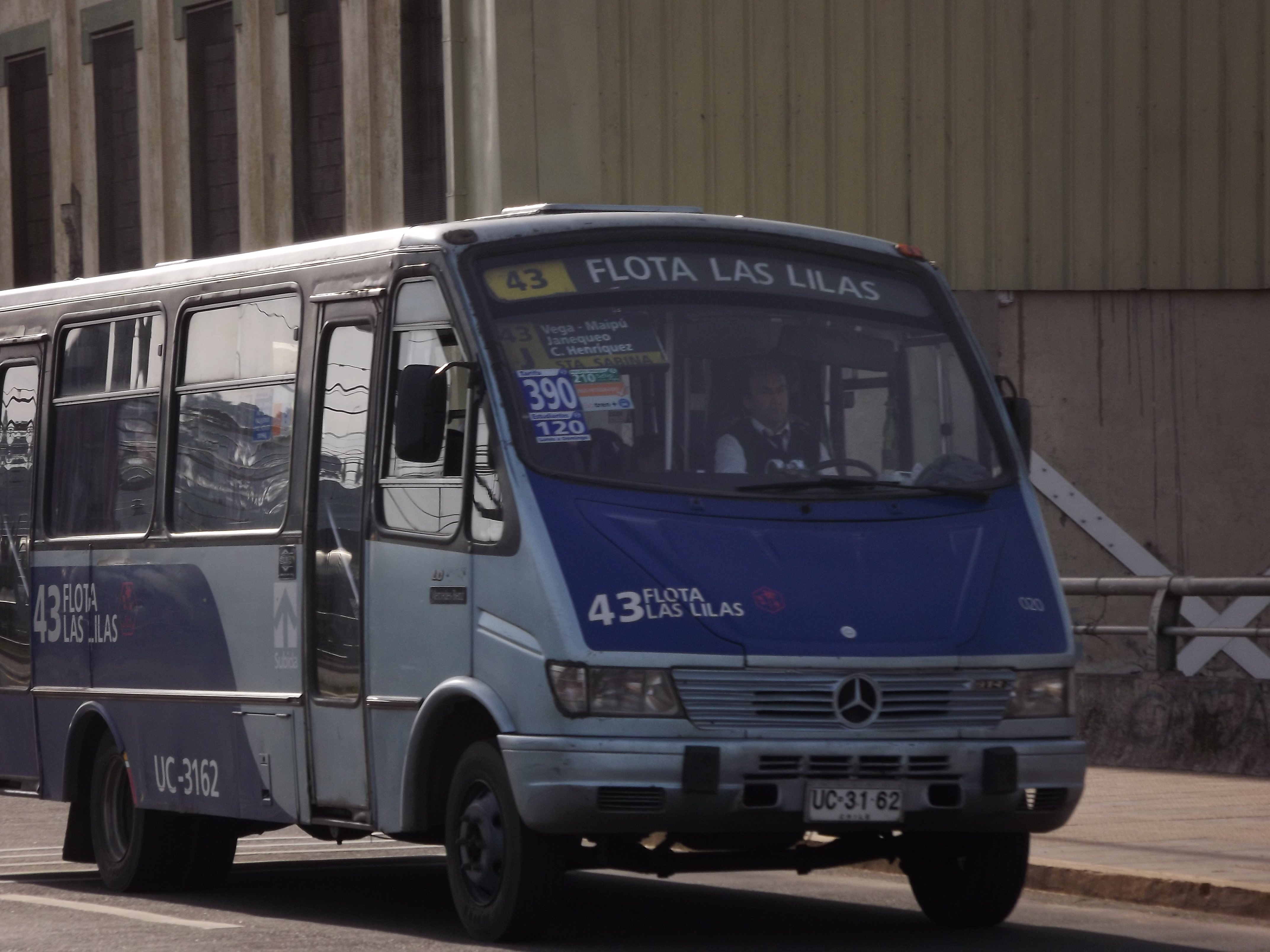
Ejemplo de un autobús licitado del Gran Concepción: Línea 43 (Flota Las Lilas) de recorrido «J» y precios diferenciados para adultos, estudiantes y tercera edad.

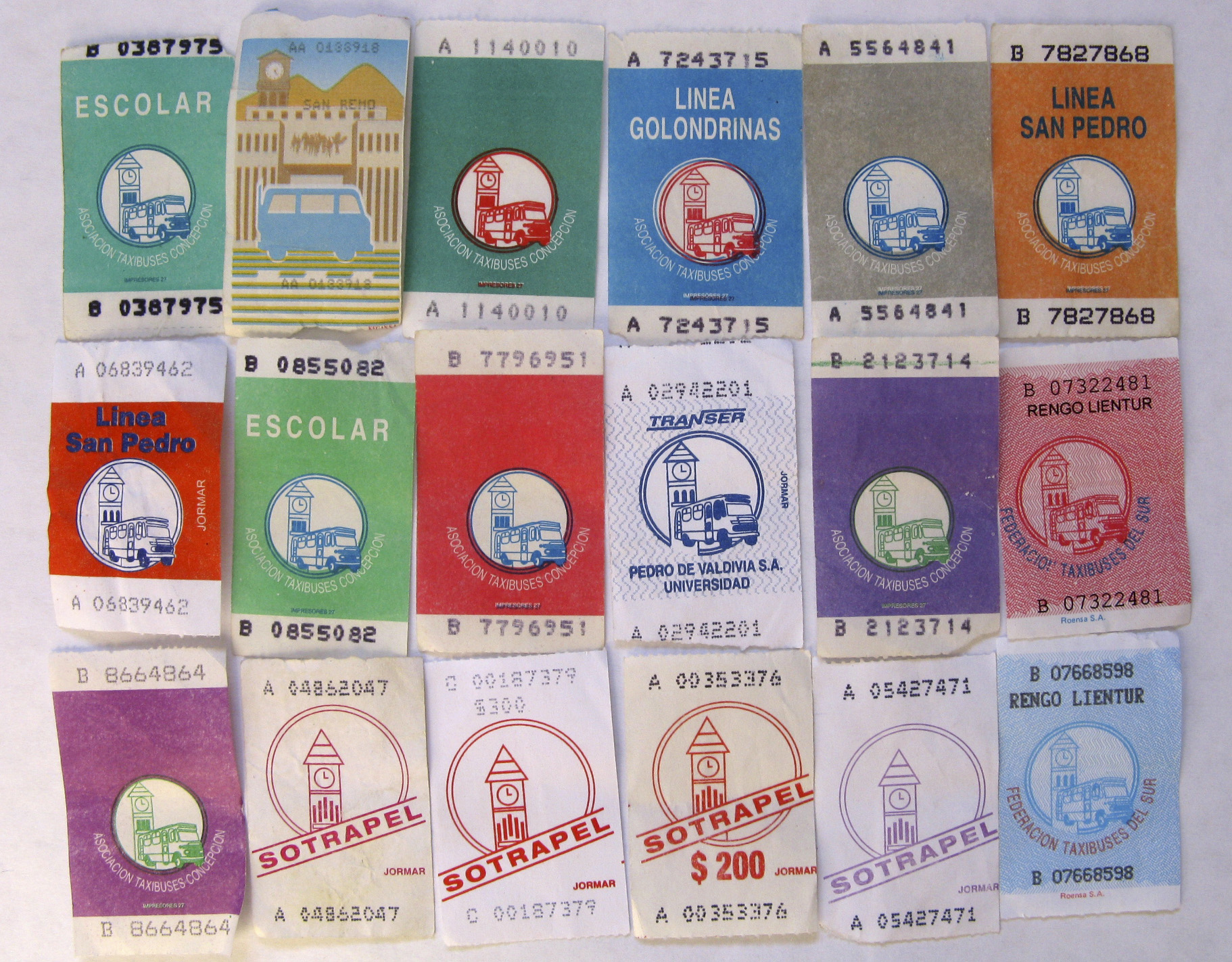
Boletos de diversos recorridos de buses urbanos en el Gran Concepción.

Con la llegada del siglo XXI, las autoridades comienzan a plantearse la necesidad de un sistema de transporte integral para la zona metropolitana que por aquellos años empieza a conocerse bajo el nombre de Gran Concepción, que casi totaliza un millón de habitantes y que incluye algunas ciudades aledañas a Concepción, tales como Talcahuano y Penco, más varias comunas cercanas.
La licitación de los autobuses del Gran Concepción se comenzó a gestar en 2000, materializándose en 2002, con la homogeneización del diseño de todos los autobuses, que desde entonces comparten indistintamente los colores azul y gris, combinación que se eligió a través de una votación ciudadana. Esta decisión de estandarizar los colores fue en principio discutida por la ciudadanía, pues mientras que algunos lo tomaron como un buen indicio de orden y modernidad, otros lo consideraron una pérdida en la identidad y del patrimonio cultural de la ciudad. Independientemente de la postura de los usuarios, se requirió de un cierto período de adaptación para poder acostumbrarse a algunas modificaciones menores en los recorridos, y a la distinción de una línea de otra, que hasta entonces se hacía por el color de la máquina, y ahora se haría por un código situado en su frente y sus costados. Inicialmente, esta primera licitación sería por tres años, hasta el año 2005; sin embargo, con el correr de los años, el plazo fue prorrogándose, alejando cada vez más la opción de una nueva licitación.
Paralelamente a la licitación de los autobuses, también se licitaron las calles por las cuales se trazaron los recorridos de las distintas líneas; se ampliaron importantes arterias viales, tales como las Avenidas Arturo Prat y Paicaví en Concepción, se estandarizaron los valores de las tarifas y se mejoraron algunas condiciones laborales de los choferes.
Quedaron fuera de la licitación el transporte público desde Concepción hacia el sur (Coronel y Lota) y hacia el norte (Tomé), debido a que por entonces aún se consideraban comunas distantes de la capital regional. Sin embargo, la explosión demográfica desarrollada en Coronel a comienzos de los años 2010 comenzó a ocasionar un aumento del tráfico en la zona y diversos problemas de administración. Entre 2010 y 2014 se produjeron diversos conflictos entre choferes, empresarios y el gobierno, que ocasionaron varios paros de actividades.
| Número    | Licitación | Año  | Colores de las máquinas |
| --------- | --- | ---- | ----------------------- |
| 10 - 90   | Gran Concepción (primera gran licitación, no incluye buses locales de Talcahuano, y los recorridos a Coronel, Lota y Tomé) | 2002 | Azul con gris           |
| B01 - B20 | Biobuses | 2006 | Naranja                 |
| 01 - 05   | Buses locales Talcahuano - Hualpén (se integran a licitación «Gran Concepción»)                                            | 2008 | Azul con gris           |

### Biovías y Biotrén

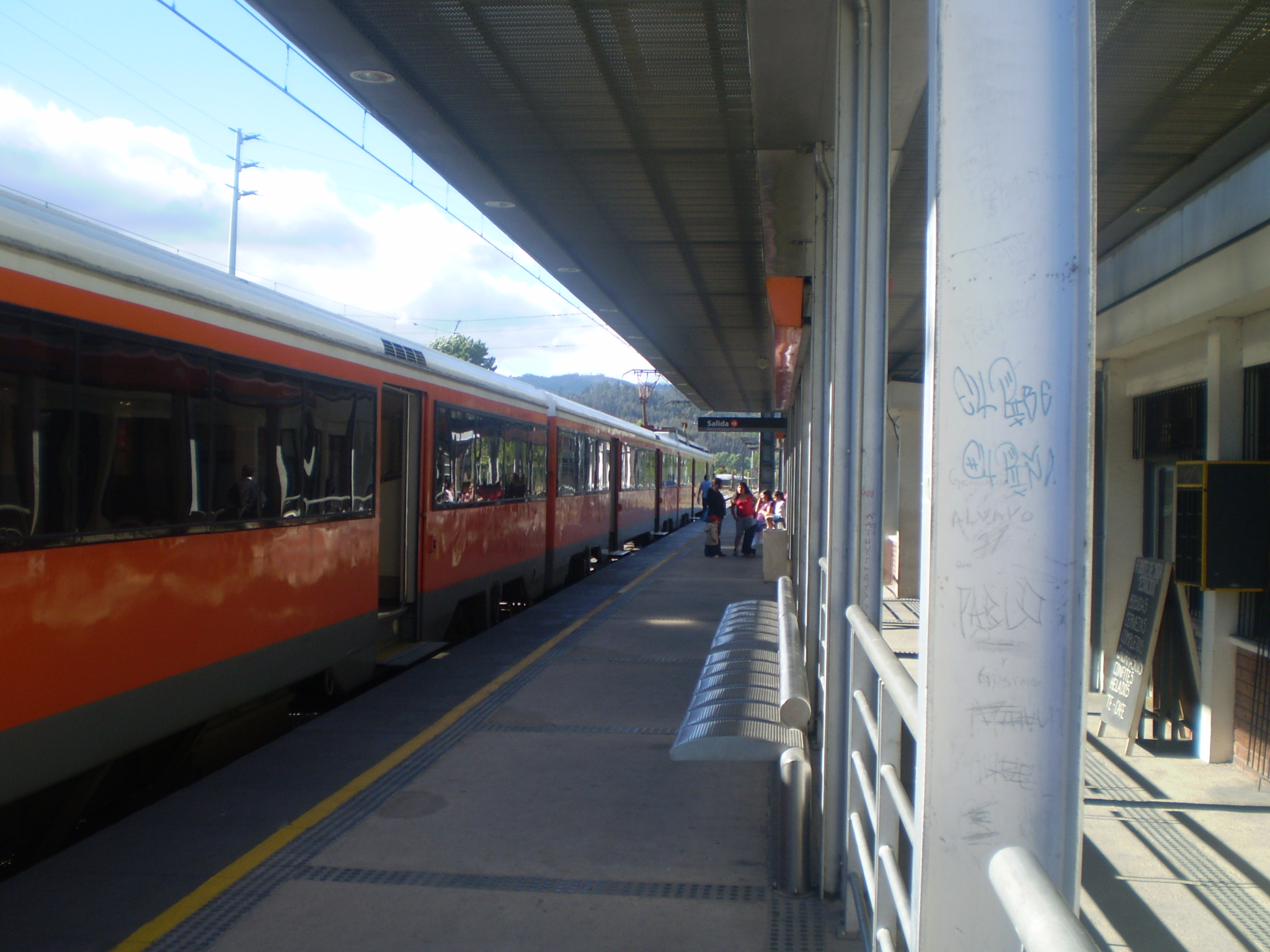
Un tren UT440 MC del Biotrén en la Estación Hualqui.

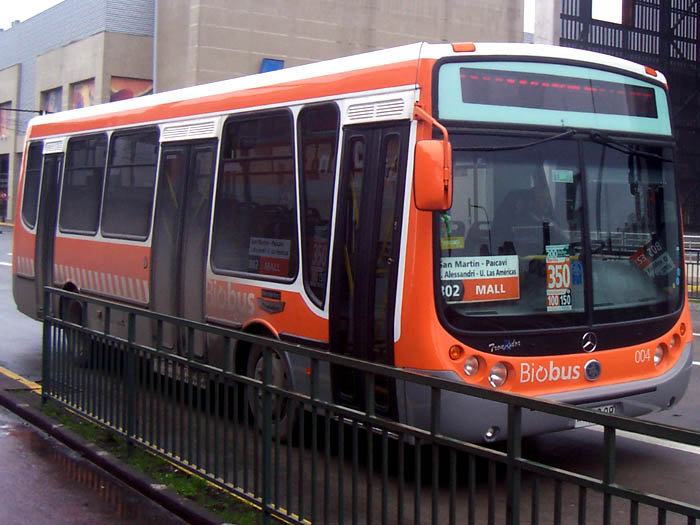
Un Biobús afuera de la Estación Concepción, esperando a los pasajeros que salen del Biotrén para acercarlos al centro de la ciudad.

Una pieza clave en el proceso de modernización del transporte público del Gran Concepción fue la inauguración de Biovías, un plan y sistema integrado de transporte urbano que contempló la introducción de la bicicleta como medio de transporte público, mediante la construcción de ciclovías, así como la reinserción del ferrocarril, que hace décadas estaba abandonado y hasta entonces sólo se había utilizado para transporte de carga o bien para trayectos más largos. Esto último se logró gracias a la re-inauguración del Biotrén, el cual mediante dos líneas conecta a Concepción con las comunas de Hualpén, Talcahuano, Chiguayante, Hualqui y San Pedro de la Paz. Adicionalmente, se instauraron los llamados Biobús, modernos autobuses más baratos que los autobuses licitados, y que sirven como acercamiento a los pasajeros desde las estaciones del Biotrén hacia el centro de la ciudad.

## Búsqueda de una nueva regulación y expansión del Biotrén
La licitación de 2002 de la locomoción colectiva del Gran Concepción tenía como fecha de término el 27 de abril de 2005. Días antes de su vencimiento, se pospuso por seis meses su término hasta el 25 de octubre. Luego, mediante la Resolución 2246/2005 del Ministerio de Transportes y Telecomunicaciones, se vuelve a prorrogar por "90 días a contar del día 27 de octubre de 2005  o hasta la puesta en marcha del próximo proceso de licitación de vías para el Gran Concepción, cualesquiera de ellos ocurra primero". A partir de allí se prorrogó año tras año dicha resolución. En el intertanto, se buscó alguna fórmula para poder reemplazarla.

### Anuncio de una segunda licitación
En febrero de 2015, las autoridades anunciaron que se realizaría la segunda licitación de los autobuses del Gran Concepción, la cual se venía planificando desde el 12 de agosto de 2014 al crearse una mesa de trabajo entre los distintos organismos estatales encargados y los gremios del transporte. Esta nueva licitación incluirá por primera vez al transporte público hacia el norte del Gran Concepción (Tomé), al Biotrén, y por primera vez a los taxis colectivos. Quedaría pendiente la integración a los autobuses hacia Coronel y Lota.
Como primer paso, se crearía el Directorio del Transporte Público Penquista (equivalente local al DTP Metropolitano), que estará integrado por el intendente regional, cinco consejeros regionales y cuatro SEREMIs. Este directorio sería el encargado de fijar los recorridos y su identificación, el diseño de los autobuses, el perfeccionamiento del uso de los GPS, el uso de un medio de pago único vía tarjeta inteligente, entre otros temas.
Se esperaba que el plan definitivo (propuesta y planificación) esté lista en agosto de 2015, y su implementación se realice antes del 30 de abril de 2016, cuestión que finalmente no sucedió. En agosto de 2016 se hizo una consulta pública respecto al color de las máquinas.

### Expansión del Biotrén
En la década de 2010 el Biotrén comienza un plan de expansión. En febrero de 2013 se anunció la extensión de la Línea 2 del Biotrén hasta la ciudad de Coronel, ante la crecida de pasajeros desde dicha comuna. En febrero de 2014 comienza a operar de manera parcial la nueva Estación Alborada de la Línea 2, la primera nueva estación desde el relanzamiento del Biotrén el 2005, ubicada a la altura de Av. Michaihue, que conecta con el sector homónimo. La estación es inaugurada oficialmente el 6 de marzo de 2014. El 29 de febrero de 2016 se inaugura la extensión a Coronel, contando con 7 nuevas estaciones hasta la Estación Coronel. En enero de 2017, se inaugura la estación El Parque, también en la línea 2, frente al cementerio Parque San Pedro, y al Centro Comercial Arauco Outlet San Pedro.
En mayo de 2015 Ferrocarriles del Sur (Fesur) presentó los estudios realizados para la construcción de un servicio ferroviario subterráneo en Concepción, el cual considera 9 estaciones desde la estación de ferrocarriles hasta la Universidad del Bío-Bío y que presentaba una rentabilidad social positiva. Luego de dicho estudio, el proyecto se archivó, pero el año 2018 vuelve a resurgir a través de la campaña "Metro para Concepción" que impulsan la Cámara Chilena de la Construcción en conjunto con el alcalde de Concepción Álvaro Ortiz y otras autoridades políticas y académicas. Si bien contó inicialmente con el rechazo de la ministra de Transportes de entonces, Gloria Hutt, luego se anuncia que se realizarían nuevos estudios para evaluar la demanda y la rentabilidad del proyecto.
El mismo año 2018, el gobierno anuncia la recuperación del tramo entre Concepción y Lirquen del Ramal Rucapequén-Concepción, para hacer posible una extensión del Biotrén hacia Penco. El 2022, los alcaldes de Penco y Tomé inician gestiones para concretar dicha extensión, y el 12 de mayo de 2023 EFE Sur anuncia el inicio de los estudios de prefactibilidad.

### Creación de los perímetros de exclusión
Como alternativas a las licitaciones, surgieron los "Perímetros de Exclusión" a nivel nacional, no siendo el Gran Concepción exento de ello. El primero en la zona fue el caso de la locomoción Coronel-Lota que comenzó el 2013, y consistió fundamentalmente además del ordenamiento de las empresas prestadoras de dichos servicios, la uniformidad en los colores de los buses y numeración de los servicios (entre el 300 y el 305). Con el correr de los años, dicho perímetro comenzó a tener problemas especialmente financieros, por no haber asignación de recursos para su funcionamiento.
En julio de 2016, el ministro de Transportes Andrés Gómez-Lobo firma el decreto que crea el segundo Perímetro de Exclusión en la zona, esta vez con la locomoción colectiva entre Tomé y Concepción; cuya entrada en operaciones se logra en marzo de 2022. Entre los cambios, se incluye la identificación de los recorridos con un número (entre el 401 y el 421), y la integración con la aplicación móvil "RED Regional" que registra en tiempo real la ubicación de los buses.

#### Tramitación del Perímetro del Gran Concepción
Mediante la Resolución Exenta N° 1006 del 27 de abril de 2017 el Ministerio de Transporte establece la normativa para el Perímetro de Exclusión del Gran Concepción, que reemplazará la licitación de la locomoción colectiva del Gran Concepción de 2002, comenzando así su tramitación. El mismo día, se vuelve a prorrogar la licitación de 2002 hasta el 2 de noviembre de 2018.
El 13 de abril de 2023 el Ministerio de Transportes hace la última prórroga de la licitación de 2002, fijando como plazo de término el 31 de diciembre de 2023 o hasta que entre en vigencia el nuevo perímetro de exclusión si ocurriera antes; y en la misma resolución indica entre los motivos del mismo  que la tramitación del Perímetro de Exclusión del Gran Concepción estaría en su etapa final. En mayo de 2023, Contraloría da el visto bueno para la nueva normativa, entrando la normativa en su última etapa antes de su implementación.
En septiembre de 2023,la SEREMI de Transportes establece como plazo máximo para informar de la adhesión al  perímetro de exclusión el 15 de octubre del mismo año, y llama a los operadores de la licitación de 2002 a sumarse al nuevo sistema pues la licitación no se renovará, venciendo ante todo evento el 31 de diciembre de 2023. 35 de las 36 empresas privadas de la licitación de 2002 vigentes en octubre de 2023 —sin considerar a Buses Campanil (que es absorbida por la empresa Ruta Las Playas un mes antes) y a Biobús (que es parte de la empresa pública EFE Sur y que será reemplazada por Red Concepción de Movilidad)— ingresaron su documentación para traspasarse al nuevo perímetro de exclusión. El 9 de noviembre de 2023, el gobierno anuncia que 7 de las 35 empresas están en condiciones de ser traspasados al Perímetro de Exclusión. El 13 de noviembre, el SEREMI Héctor Silva señala que van 13 empresas en condiciones. Esta previsto que la licitación de 2002 que regulaba el Transporte Público del Gran Concepción finalice el 31 de diciembre de 2023, luego de 21 años.

## Los taxis y taxis colectivos
Como complemento a los autobuses, el transporte público del Gran Concepción cuenta con taxis colectivos de propiedad privada, los cuales no están integrados al sistema de biovías. De color negro en su totalidad, sus recorridos son más restringidos que los de los autobuses, y se concentran especialmente en las comunas de Concepción, Talcahuano y Coronel. Los taxis colectivos presentaron problemas de saturación semejantes a los autobuses a comienzos de los años 1990. Sin embargo, a diferencia de los autobuses, no han pasado por un sistema de licitación general, por lo cual al menos hasta 2012, la entrega de boletos a los pasajeros aún no estaba regulada por ley, de modo que son muy pocas las líneas que llevan a cabo esta práctica.
Desde el 29 de junio de 2012, comenzaron a realizar trayectos nocturnos entre las comunas de Concepción, parte de Hualpén y San Pedro de la Paz. Pese a que el costo de estos trayectos es superior al de los trayectos diurnos, dado que biovías no realiza servicios nocturnos, su demanda aumentó rápidamente en horarios de madrugada.
En marzo de 2015, y luego del anuncio de la segunda licitación de los autobuses urbanos del Gran Concepción, se señaló que en esta licitación se incluirán por primera vez los taxis colectivos.
Adicionalmente, al igual que en la mayoría de ciudades del país, el Gran Concepción cuenta con taxis tradicionales, de color negro con techo amarillo, de uso exclusivo para el o los pasajeros que lo utilizan. Sus tarifas son superiores a las de la capital, Santiago de Chile, y conforman una de las maneras de trasladarse hasta el Aeropuerto Internacional Carriel Sur.